# Swalcliffe
Swalcliffe is een civil parish in het bestuurlijke gebied Cherwell, in het Engelse graafschap Oxfordshire met 254 inwoners.